# 神舟九号
神舟九号（简称神九）是中国“神舟”号系列飞船之一。神舟九号载有3名航天员，是中国第四艘载人飞船，用以执行与天宫一号进行首次载人交会对接。
神舟九号于北京时间2012年6月16日18时37分24秒在甘肃省酒泉卫星发射中心发射升空，分别于6月18日与6月24日与天宫一号进行交会对接，宇航员进入天宫一号生活了10余天，之后飞船于6月29日10时03分在内蒙古顺利着陆。

## 准备工作
在神舟八号于2011年11月完成与天宫一号交会对接任务后，经过认真评估，决定神舟九号执行载人飞行，与天宫一号目标飞行器进行首次载人交会对接试验。
2012年4月9日，神舟九号飞船于当天运抵酒泉卫星发射中心。2012年5月9日，用于发射飞船的长征二号F运载火箭运抵酒泉卫星发射中心。
2012年6月12日，“神九”已经完成全系统联合演练。6月13日，发射之前最后一次检查完成。
2012年6月14日上午，执行天宫一号与神舟九号载人交会对接任务的各大系统在酒泉卫星发射中心进行联合演练，最后一次验证了其工作状态。联合演练从进入发射前3小时程序开始，航天员、发射场、载人飞船、运载火箭以及测控通信等系统全部参加，按照实际发射程序从综合信息检查、火箭点火、助推器分离直到最后的船箭分离。

### 出征仪式
2012年6月16日下午，航天员出征仪式在酒泉卫星发射中心举行，中共中央政治局常委、全国人大常委会委员长吴邦国出席仪式为航天员壮行。随后，航天员乘车来到发射塔架，在辅助人员的协助下，刘旺、刘洋和景海鹏依次进舱。

## 任务过程

### 发射
神舟九号于北京时间2012年6月16日18时37分24秒在甘肃酒泉卫星发射中心成功发射升空。
6月16日18时40分，箭一二级分离成功，一级坠落。此时，火箭已经飞过了平流层和中间层，正在接近大气层边缘。18时49分，太阳帆板展开。

### 变轨
6月17日凌晨1点半，神舟九号飞船进行了首次变轨，神九的轨控发动机经过短暂开机，对神九的轨道进行调整。3名航天员在飞船的返回舱内实时监控了神九的变轨全过程，他们的服装从白色的航天员舱内压力服装改为蓝色的航天员舱内工作服。神舟九号原计划通过5次变轨来追赶天宫一号，但实际上神舟九号4次变轨后，就进入了距地面高度约343公里的近圆轨道，与天宫一号处在相同轨道面的交会对接点上，因此变轨只进行了4次。

### 首次交会对接
首次交会对接原定于6月18日11时左右进行，后推迟至当天14时许进行。根据既定的飞行方案，飞船将在轨飞行十余天，与天宫一号目标飞行器进行两次交会对接，第一次为自动交会对接，第二次由航天员手动控制完成。
6月18日14时14分，在完成捕获、缓冲、拉近和锁紧程序后，神舟九号与天宫一号紧紧相牵，中国首次载人交会对接取得成功，首位航天员于17时07分进入天宫一号。

### 第二次交会对接
6月24日11 时12分，天宫一号与神舟九号组合体按照地面指令分离，神舟九号自动撤离至与天宫一号相对距离400米停泊点处。12时38分，航天员刘旺驾驶飞船，通过手柄控制飞船的姿态、速度和方向，使神舟九号从140米外向天宫一号缓缓接近，最终于北京时间6月24日12时55分成功与天宫一号对接，中国首次空间手控交会对接试验成功。

### 天地通话
6月26日上午10时许，中共中央总书记、国家主席、中央军委主席胡锦涛来到北京航天飞行控制中心，同正在天宫一号开展科学实验的神舟九号航天员景海鹏、刘旺、刘洋通话，中共中央政治局常委贾庆林、李长春、习近平、李克强出席并见证此次通话。

### 返回
6月27日下午2点42分，在北京航天飞行控制中心的控制下，天宫一号与神舟九号组合体在太空中偏航180度，使其从交会对接的正飞状态进入倒飞状态，建立撤离姿态，为航天员手控撤离做好准备。
6月28日6时许，三位航天员告别天宫一号目标飞行器，陆续回到神舟九号飞船，做好组合体分离前的各项准备工作。6时37分，指令长景海鹏最后一个离开天宫。挥手作别后，他回到神舟九号飞船轨道舱，关闭天宫一号实验舱舱门。9时22分，航天员刘旺手动控制神舟九号飞船与天宫一号目标飞行器分离。组合体成功分离后，航天员继续手动控制飞船撤离至安全距离。
6月29日10时03分，神舟九号返回舱在四子王旗着陆场成功着陆，返回舱落地时呈水平状态，三名航天员安全返回。中共中央政治局常委、国务院总理温家宝，中共中央政治局常委、中央纪委书记贺国强，中共中央政治局常委、中央政法委书记周永康在北京航天飞行控制中心观看飞船回收实况。温家宝总理宣读了中共中央、国务院、中央军委贺电。

#### 各个阶段
神舟九号飞船返回地面，需要经历4个阶段：
- 一是制动飞行阶段。飞船在太空中运行最后一圈时，地面测控部门向飞船发出返回指令，飞船随即调整姿态，发动机点火制动，进入返回轨道。此时，轨道舱和返回舱分离。

- 二是自由滑行阶段。飞船以无动力飛行状态自由下降。当飞船降至距离地面140公里处时，推进舱和返回舱分离，推进舱在穿越大气层時烧毀，返回舱则继续下降。

- 三是再入大气层阶段。飞船进入大气层时，飞船表面和大气层摩擦产生巨大热量，在飞船表面形成高温等离子气体层，并对电磁波造成屏蔽形成“黑障”，使飞船在240秒内与地面失去联系。直到距离地球约40公里处，黑障消失，地面测控部门重新与飞船取得联系。

- 四是着陆阶段。当返回舱距离地球約10公里时，傘舱盖打开，引导傘率先打开，其后減速傘、主傘等亦随之打开。在距离地面1.2米时，返回舱底部的4台反推发动机点火，使飞船以每秒1至2米的速度软着陆。

## 神舟九号航天員
2012年6月10日，神舟九号航天员梯队队员在位于酒泉卫星发射中心的航天员公寓“问天阁”举行了隆重的升国旗仪式，并参加植树活动，此为神舟九号航天员乘组首次亮相。

### 执行航天员
| 姓名         | 年龄 | 职责   | 飞行次数 | 飞行时间     | 轨道数 |
| ------------ | ---- | ------ | -------- | ------------ | ------ |
| 景海鹏（男） | 45岁 | 指令长 | 1        | 68小时27分钟 | 45圈   |
| 刘旺（男）   | 43岁 | 操作手 | 0        | —            | —      |
| 刘洋（女）   | 33岁 | 实验员 | 0        | —            | —      |

### 候补航天员
| 姓名         | 年龄 | 职责   | 飞行次数 | 飞行时间      | 轨道数 |
| ------------ | ---- | ------ | -------- | ------------- | ------ |
| 聂海胜（男） | 47岁 | 指令长 | 1        | 115小时32分钟 | 76圈   |
| 张晓光（男） | 46岁 | 操作手 | 0        | —             | —      |
| 王亚平（女） | 32岁 | 实验员 | 0        | —             | —      |

### 备份航天员
| 姓名   | 年龄 | 职责 | 飞行次数 | 飞行时间 | 轨道数 |
| ------ | ---- | ---- | -------- | -------- | ------ |
| 邓清明 | 46岁 | —    | —        | —        |        |

### 确定
6月15日，中国载人航天工程新闻发言人在酒泉卫星发射中心宣布，经天宫一号与神舟九号载人交会对接任务总指挥部研究决定，中国人民解放军航天员大队男航天员景海鹏、刘旺和女航天员刘洋组成“神九”飞行乘组，执行中国首次载人交会对接任务。

### 分工任务
02号景海鹏作为本次任务的指令长，将在整个乘组中发挥核心作用。01号刘旺被分配的主要任务是“交会对接操作岗”。03号刘洋主要负责空间医学实验。

## 任务职能
神九的任务包括三个主要职能： 
- 用于搭载水、食物、推进剂和试验设备。
- 紧急逃生飞船（救生船）。
- 进行载人空间对接。

## 实验
神舟九号飞船搭载活体蝴蝶（卵和蛹）升空。

### 航天医学实验研究
此次任务中重点开展三个方面的航天医学实验研究：
1. 航天员健康监测技术研究，主要包括航天飞行中航天员营养代谢、在轨情绪、生物节律变化等方面的实验研究。
2. 失重生理效应机理与防护研究，主要包括空间飞行对航天员心血管功能、前庭功能及脑功能的影响研究，从细胞分子层面研究骨丢失的发生机理。
3. 环境医学与航天员空间作业能力相关技术研究，掌握空间飞行中相关环境医学和人体参数变化规律。

通过这些实验，可验证失重生理效应相关防护技术，为后续空间站航天员长期飞行的健康保障奠定基础。

## 各系统

### 测控通信系统
这次承担海上测控任务的远望三号，远望五号和远望六号测量船呈接力状分别布阵太平洋不同海域。整个远望船队肩负着飞船太阳帆板展开、入轨、变轨、交会对接等一系列重要海上测控任务。
经过数十天的海上航行，远望六号测量船已经到达任务预定海域。为确保天宫一号与神舟九号载人交会对接海上测控任务万无一失，3艘测量船分别进行了天地对接、角度标校及距离零值标定，组织了数百次各类联调演练，还针对任务中可能遇到的突发情况，完善了近千项应急预案。

## 部件残骸

### 整流罩
神舟九号发射后，其整流罩残骸预计于火箭升空后25分钟左右坠落到榆林市榆阳区和神木县境内。火箭整流罩残骸坠落范围同“天宫一号”、“神舟八号”基本相同，涉及榆阳区小壕兔、孟家湾、牛家梁、金鸡滩、麻黄梁、大河塔、安崖7个乡镇和神木县大保当、高家堡和乔岔滩3个乡镇，中心点位置为榆阳区麻黄梁镇东清水河村。届时，榆林将对神九整流罩坠落区域内实行临时交通管制。神舟九号飞船发射期间，对陕蒙、榆神高速公路、204省道榆神段、210国道榆麻路口以北路段、榆西路、神佳路乔岔滩以北路段及整流罩坠落区域内支线道路实行临时交通管制，对包茂高速公路榆靖段实行远程分流管控，经上述路段通行车辆需提前择路绕行。同时，对榆林城区的相关道路也实施道路交通管制。交通管制时间从神舟九号发射前3小时起实施至整流罩残骸坠地50分钟后解除。
19时20分许，首片整流罩残骸在榆林市榆阳区麻黄梁镇东河村的一块空地上被找到，长约2米，重约200公斤。

### 逃逸塔
6月17日，“神九”载人飞船发射逃逸塔残骸已在巴丹吉林沙漠腹地无人区找到，没有给地面造成任何伤亡和财产损失。

## 意义
2012年6月16日下午，吴邦国委员长在神九出征仪式上表示，
|  | 这次天宫一号和神舟九号载人交会对接任务，是我们国家载人航天工程“三步走”战略第二步的关键之战，也是我国空间技术发展的一次重大的跨越。 |

2012年6月24日，神舟九号航天员驾驶飞船与天宫一号目标飞行器顺利对接，中国首次空间手控交会对接试验成功。这意味着中国完整掌握了空间交会对接技术，具备了以不同对接方式向在轨飞行器进行人员输送和物资补给的能力，具备了建设空间站的基本能力。
2012年6月29日，中国国家高层在“中共中央、国务院、中央军委对天宫一号与神舟九号载人交会对接任务圆满成功的贺电”中表示：
|  | 天宫一号与神舟九号载人交会对接任务的圆满成功，实现了我国空间交会对接技术的又一重大突破，标志着我国载人航天工程第二步战略目标取得了具有决定性意义的重要进展。 |

## 特点

### 中国首位女航天员
此次任务，搭载了首名中国女航天员刘洋进入太空，而这一天也是世界上第一位女航天员瓦莲京娜·捷列什科娃乘坐东方六号进入太空59周年纪念日。
据不完全统计，截至2012年“神九”发射前，全世界已经有56名女航天员上天，其中美国46名，前苏联和俄罗斯3名，加拿大和日本各2名，英国、法国和韩国各1名。

### 中国首位再度飞天航天员
本次任务的指令长，景海鹏成中国的首位再度飞天航天员。
2008年9月，景海鹏与翟志刚和刘伯明共同执行神舟七号载人飞行任务。

### 夏季发射
与以往不同，此次神舟九号交会对接任务将飞船发射日期定在了夏季，高温也是此次发射要克服的一大难题。对此，中国航天科技集团运载火箭研究院火箭系统总设计师荆木春表示，在经过一系列技术改进之后，发射时的温度都能得到有效控制。

### 任务停留时间
3名航天员在太空停留13天，这是迄神舟九号任务为止，神舟系列飞船停留时间最长的。
航天员系统总指挥陈善广表示，此次航天员在轨飞行10天以上，是中国歷次载人飞行中时间最长的一次，标志着中国载人航天由短期飞行向中长期飞行过渡。
对于太空科学和应用研究来说，尽可能长时间地驻留太空是一个基本要求。自从有了空间站，人类航天飞行纪录不断被刷新，最长记录是俄罗斯宇航员波利亚科夫1995年创造的437天17小时58分17秒。

## 轶事

### 宇航員食物
為確保神舟九號宇航員的身體健康，升空前的食材均須經過多重安全檢驗。其中乳牛需先隔離1個月，讓乳牛體內藥物成分充分代謝排出。至於生豬飼養場裏，是採用全天然方式餵飼自行種植不受農藥等污染的玉米和麸皮。據報導，被挑選宰殺的是一頭長白豬，產肉量可滿足6名太空人在升空前的食用需求。

### 蛟龙号
2012年6月15日，蛟龙号载人潜水器在马里亚纳海沟进行7,000米级海试第一次下潜试验时，3名潜航员在潜至水下6,000米时与水面指挥人员通话，遥祝次日的“神舟九号”发射成功。
2012年6月24日，神舟九号三名宇航员与创造了中国载人深潜7000米新纪录的3位潜航员叶聪、刘开周、杨波分别在太空和海底互相表示祝贺和问候。一天之内，中国同时诞生了载人航天和载人深潜的新纪录。

### 疑似偶遇不明飞行物
在神舟九号发射升空4分11秒左右，由红外线摄像设备所跟踪拍摄的画面中突然出现了一个移动的发光体，并且该发光体与火箭之间的在屏幕上显示出来的相对速度很大，并与之擦肩而过。这种画面仅持续了不到2秒的时间，被媒体渲染为UFO事件，但实际上此光点有可能是距离比火箭近得多的热源，比如飞机、飞鸟，甚至飞虫。

## 参阅
- 天宫一号
- 神舟飛船
- 国家航天局
- 中华人民共和国航天

## 外部連結
- 中国首次载人交会对接任务专题——中国航天科技集团公司 （页面存档备份，存于）
- Xinhua News, China launches Shenzhou 9（页面存档备份，存于） news archive (accessed 2012-06-26)
- People's Daily Online, Shenzhou-9 Panoramic Report（页面存档备份，存于） news archive (accessed 2012-06-26)
- CNTV.cn, Shenzhou 9 video archive (accessed 2012-06-26)
- Spaceflight101, Shenzhou 9 Mission Updates（页面存档备份，存于） (accessed 2012-06-26)